# Vladislav III. Poljski
Vladislav III. Poljski ali Vladislav I. Ogrski (poljsko Władysław III Warneńczyk, litovsko Vladislovas III, madžarsko I. Ulászló, hrvaško Vladislav I. Jagelović) je bil od leta 1434 do svoje smrti v bitki pri Varni leta 1444 kralj Poljske in vrhovni knez (supremus dux) Velike litovske kneževine in od leta 1440 kralj  Ogrske in Hrvaške, * 31. oktober 1424, Krakov, † 10. november 1444, Varna.
Bil je najstarejši sin svojega predhodnika Vladislava II. Jagela in litovske plemkinje Sofije Halšanske.

## Vladarski naslov
Vladislavov uradni naslov je bil Ladislaus Dei Gratia Poloniae, Hungariae, Dalmatiae, Croatiae, Rascia etc. rex necnon terrarum Cracouie, Sandomirie, Syradie, Lancicie, Cuyauie, Lithuaniae princeps supremus, Pomeraniae, Russieque dominus et heres etc., ki bi se v slovenskem jeziku glasil Vladislav, po božji milosti kralj Poljske, Ogrske, Dalmacije, Hrvaške, Raške, dežel Krakov,  Sandomierz, Sieradz, Lenčica, Kujavija, vrhovni knez Litve in dedič Pomorjanskega in Rutenije itd.

## Otroštvo
Vladislav je bil prvorojenec Vladislava II. Jagela in Sofije Halšanske. Prestol je nasledil pri desetih letih in bil takoj obdan s skupino svetovalcev na čelu s kardinalom Zbigniewom Oleśnickim, ki je želel še naprej uživati svoj visok položaj na dvoru. Mladi vladar in njegova ambiciozna mati sta se zavedala, da v kraljestvu obstaja močna opozicija. Leta 1427 je poljsko plemstvo sprožilo protijagelonsko gonjo in poskušalo razglasiti Vladislava III. in Kazimirja IV. za nezakonita nslednika poljskega  prestola, ker nista bila v krvnem sorodstvo s prejšnjo poljsko vladarsko dinastijo Pjastov. Poljski magnati so kljub sporazumom, ki so jih podpisali z Vladislavom II., poskušali na poljski prestol posesti svojega kandidata Friderika Brandenburškega, zaročenega s Hedviko, hčerko Vladislava II. in njegove druge žene Ane Celjske. Zarota se je končala s Hedvikino smrtjo. Govorilo se je, da jo je zastrupila kraljica Sofija.

## Politična in vojaška kariera

### Kralj Poljske
Vladanje mladega kralja je bila od vsega začetka težko. Njegovo kronanje je prekinil sovražno razpoloženi plemič Spitko III. iz Melštinski, naslednji dan pa običajnega poklona krakovskih meščanov ni bilo zaradi spora med posvetno in duhovniško gospodo Mazovije glede njihovega mesta v spremstvu. Vladislav tudi kasneje ni imel veliko besede v državnih zadevah, ki jih je vodil vpliven klerik in kancler Oleśnicki. Stanje se ni spremenilo niti potem, ko se je poljski parlament leta 1438 zbral v Piotrkówu in razglasil štirinajstletnega kralja za polnoletnega.

### Kralj Ogrske in Hrvaške
Stanislavu so po smrti ogrskega in hrvaškega kralja Alberta II. leta 1440 ponudili ogrsko krono. Njeno sprejetje bi povzročilo številne težave. Ogrsko je namreč vedno bolj ogrožalo Osmansko cesarstvo, nekateri poljski magnati pa niso hoteli pristati na to, da bi bil poljski kralj tudi ogrski monarh. Albertova vdova Elizabeta Luksemburška je poskušala obdržati krono za svojega še nerojenega otroka. Vladislav je kljub nevšečnostim zasedel ogrski prestol in se zato zapletel v dveletno državljansko vojno proti Elizabeti. Dobil je pomembno podporo papeža Evgena IV., vendar mu je moral v zameno ponuditi pomoč pri  organizaciji protimuslimanske križarske vojne. Osemnajstletni kralj, čeprav samo po naslovu, je pristal na vojno proti Osmanom, saj je bil vzgojen v duhu pobožnega krščanskega monarha in idealnega krščanskega viteza in ni posvečal pozornosti interesom Poljske in Jagelonske dinastije.

### Križarski pohod proti Osmanskemu cesarstvu in smrt v Varni
"Branik krščanstva" in druge puhlice, ki jih je širil papeški legat Giuliano Cesarini, resna, a neizpoljnjena obljuba, da bosta beneško in papeško ladjevje blokirali Dardanelsko ožino, ter mamljiva vizija zmage v križarski vojni proti muslimanom so Vladislava prepričale, da je svojo zmagovalno vojsko najel za še eno vojno sezono, s čimer je prekinil desetletno premirje z agresivnim in še vedno močnim Osmanskim cesarstvom. Beneška flota je kljub obljubam najprej prepeljala osmansko vojsko iz Azije v Evropo, proti Varni pa ni odplula. Vladislav in njegov vojaški poveljnik Janoš  Hunyadi tega seveda nista mogla predvideti. Beneška izdaja je  v neposredno bližino krščanske vojske 20.000 mož pripeljala osmansko vojsko 60.000 mož pod poveljstvom sultna Murata II. V neenakopravni bitki pri Varni 10. novembra 1444 so križarji doživeli katastrofalen poraz, Vladislav III. pa je v bitki padel. Mrtvega kralja so janičarji obglavili in njegovo glavo nataknili na kol. Ogrska vojska je pobegnila z bojišča. Kraljevega trupla in oklepa niso nikoli našli.

## Zasebno življenje
Vladislav III. ni bil poročen in ni imel otrok. Kronist Jan Długosz, znan po svoji antipatiji do kralja in njegovega očeta, je trdil, da je v Vladislavovi spolnosti nekaj nenavadnega, vendar ni navedel kaj. Omenjal je, da je "preveč podvržen svojim telesnim željam" in "ni opustil svojih razvratnin in gnusnih navad". Nekaj stavkov kasneje njemu v prid piše: "Nobena doba še ni videla in ne bo videla bolj katoliškega in svetega vladarja, ki po svoji najvišji dobroti ni nikoli poškodoval nobenega kristjana. [...] Končno, kakor sveti kralj in drugi angel na Zemlji, je živel neporočeno in deviško življenje doma in med vojno".

## Nasledstvo
Vladislava III. je v Kraljevini Poljski po triletnem medvladju leta 1447 nasledil njegov mlajši brat, vojvoda Kazimir IV. Na Orskem ga je nasledil njegov nekdanji tekmec, otrok-kralj Ladislav Posmrtni, sin Elizabete Luksemburške.

## Legenda
Po portugalski legendi je Vladislav III. preživel bitko pri Varni in v tajnosti odpotoval v Sveto deželo. Postal je vitez sv. Katarine Sinajske in se naselil na Madeiri. Portugalski kralj Afonz V. mu je podelil zemljo v okraju Madalena do Mar, kjer živel do smrti. Na Madeiri so ga imenovali Henrique Alemão (Henrik Nemec). Poročil se je z gospodično Ano, s katero je imel dva sinova. V Madalena do Mar je leta 1471 zgradil cerkvi sv. Katarine in sv. Marije Magdalene. V cerkvi je upodobljen na sliki Sv. Joahim sreča sv. Ano pri Zlatih vratih, ki jo je naslikal Mestre da Adoração de Machico (Mojster za občudovanje iz Machica).
Izročilo pravi, da ga je božje znamenja opozorilo na poraz v bitki pri Varni, ker je z vojno napovedjo prelomil premirje z Osmanskim cesarstvom.  Kralj se je odpravil na romanje in v Jeruzalemu dobil odpuščanje. Za pokoro naj bi do konca življenja zanikal svojo identiteto. Na Madeiro je odšla delegacija poljskih menihov, da bi ga zaslišala in potrdila, da je že davno izgubljeni poljski kralj, ki zdaj živi v tajnosti. Vladislav je zavrnil njihov predlog, da bi se rnil na poljski prestol.
Po drugi različici legende, ki jo je promoviral Manuel da Silva Rosa, je bil Vladislav III. kot Henrique Alemão pravi oče Krištofa Kolumba.

## Galerija
- Gallery
- Kraljevi pečat Vladislava III. iz leta 1438
- Kraljeva podoba v Vavelski stolnici v Krakovu
- Grbi
- V spominskem parku bitke pri Varni je zgrajena tračanska gomila z imenom padlega kralja
- Domišljijski portret Vladislava III. v  Chronica Hungarorum (Vladislav je umrl star komaj dvajset let)
- Cerkev v Madalena do Mar na Maderi, kjer naj bi bil pokopan Vladislav III.

## Vir
- K. Łukasiewicz. Władysław Warneńczyk, Krzyżacy i Kawaler Św Katarzyny. Warszawa, 2010.

| Vladislav III. Poljski Jagelonska dinastijaRojen: 31. oktober 1424 Umrl: 10. november 1444 |                                                                    |                              |
| Vladarski nazivi                                                                           |                                                                    |                              |
| Predhodnik: Vladislav II.                                                                  | Kralj Poljske 1434–1444                                            | Naslednik: Kazimir IV.       |
| Predhodnik: Albert II.                                                                     | Kralj Ogrske in Hrvaške (v sporu z Ladislavom Posmrtnim) 1440–1444 | Naslednik: Ladislav Posmrtni |